# Sceloenoplini
Sceloenoplini (лат.) — триба жуков подсемейства щитоносок (Cassidinae) из семейства листоедов.

## Распространение
Встречается в Неотропике.

## Описание
Мелкие жуки-щитоноски вытянутой и выпуклой формы, надкрылья ребристые. Усики из 11 члеников (сегменты с 3-го по 7-й длинные, цилиндрические, проксимальные и дистальные членики от них отличаются). Скутеллюм длиннее своей ширины. Переднеспинка без выступающих вперёд боковых лопастей. Среди кормовых растений представители семейств Arecaceae, Bromeliaceae, Cecropiaceae, Fabaceae, Rutaceae, Sapotaceae.

## Классификация
4 рода и около 200 видов. Триба принадлежит к «хиспиновой» линии щитоносок (Hispinae) и её сближают с Prosopodontini и Hispoleptini.
- Acentroptera Guérin-Ménéville, 1844
- Ocnosispa Weise, 1910
- Pseudispa Chapuis, 1875
- Sceloenopla Chevrolat in Dejean, 1836
- Serratispa Staines, 2002 — или в Imatidiini[6]